# Jenna Elfman
Jenna Elfman, ameriška televizijska in filmska igralka, * 30. september 1971, Los Angeles, Kalifornija, ZDA.
Rodila se je kot Jennifer Mary Butala materi Sue Grace, gospodinji, in očetu Richardu Wayneu Butali, uslužbencu podjetja Hughes Aircraft, hrvaškega porekla. Leta 1989 je končala Los Angeles County High School for the Arts. Njen stric Tony Butala je pevec pop skupine The Lettermen. Pred igranjem na televiziji je študirala pri Miltonu Katselasu na igralski in gledališki šoli Beverly Hills Playhouse.
Začela je kot profesionalna plesalka. Nastopila je v reklamnem videu skupine Depeche Mode za njihovo pesem »Halo« iz leta 1990. Kot plesalka je nastopila tudi na turneji s skupino ZZ Top. V zgodnjih 1990-tih je začela igrati. Leta 1993 je nastopila v glasbenem videu »Black Lodge« težkometalne skupine Anthrax.

## Filmografija
| leto | film                         | vloga                  | opombe                   |
| ---- | ---------------------------- | ---------------------- | ------------------------ |
| 1997 | Grosse Pointe Blank          | Tanya                  |                          |
| 1998 | Dr. Dolittle                 | sova                   | glas                     |
| 1998 | Can't Hardly Wait            | angel                  | nepripisano              |
| 1998 | Krippendorf's Tribe          | Prof. Veronica Micelli |                          |
| 1999 | EDtv                         | Shari                  |                          |
| 1999 | Venus                        | Venus                  |                          |
| 2000 | The Tangerine Bear           | Lorelei                | glas                     |
| 2000 | CyberWorld                   | Phig                   | glas                     |
| 2000 | Keeping the Faith            | Anna Riley             |                          |
| 2001 | Town & Country               | Auburn                 |                          |
| 2002 | Obsessed                     | Ellena Roberts         | televizijski film        |
| 2003 | Looney Tunes: Back in Action | Kate                   |                          |
| 2004 | Clifford's Really Big Movie  | Dorothy                | glas                     |
| 2005 | Touched                      | Angela Martin          | tudi izvršna producentka |
| 2005 | What's Hip, Doc?             | Supermodel             | glas                     |
| 2008 | Struck                       | pregnant date          | kratki film              |
| 2008 | The Six Wives of Henry Lefay | Ophelia                | posprodukcija            |
| 2008 | Love Hurts                   | Darlene                | postprodukcija           |